# 김시온 (1982년)
김시온(1982년 2월 8일 ~ )은 대한민국의 배우이다.

## 생애
2000년 연극배우 첫 데뷔하였다.

## 출연작

### 연극
- 《햄릿》(2000년) ... 레이어츠 역(단역)

### 뮤지컬
- 《포기와 베스》(2001년) ... 스키피오 역(단역)

### 텔레비전 드라마
- 《복희 누나》(KBS2, 2011년)

### 라디오 프로그램
- 《EBS 책 읽는 라디오 낭독 시리즈》(EBS FM, 2014년)